# Passiflora storckii
Passiflora storckii là một loài thực vật có hoa trong họ Lạc tiên. Loài này được (Seem.) Drake mô tả khoa học đầu tiên năm 1890.